# 反潜导弹
，是一種靠空中飛行加快速度的魚雷，主要用於攻擊潛航於水下的潛艇。

## 發明
反潜导弹的發明基於因為魚雷於水中航行時，水阻力大大減慢了速度，而使魚雷殺傷力減弱。為了增加射程、提高速度、增加殺傷力和加深下潛深度，美國於1960年代研發了第一代反潜导弹——RUR-5 ASROC（又常直接音譯為「阿斯洛克」）。

## 同類武器
下面列出的是世界各國正在使用或曾經開發、操作過的反潛飛彈，或功能類似的武器：
- 澳大利亞
  - 伊卡拉反潛飛彈（Ikara）
- 中國
  - 長纓-1反潛飛彈
  - 鱼-8
  - 鱼-11
  - 鱼-15
  - 衛士反艦反潛飛彈
- 法國
  - 馬拉風反潛飛彈（Malafon）
- 義大利
  - MILAS：是意大利自力開發的奧托馬反艦飛彈（OTOMAT）的魚雷彈頭衍生版。
- 蘇聯/俄羅斯
  - RBU系列反潛飛彈
  - RPK-3雪暴反潛飛彈，其北約代號為SS-N-14「矽石」（Silex）
  - RPK-2
  - RPK-1
  - RPK-6 / RPK-7
  - RPK-9 梅德韋德卡
- 美國
  - RUR-5阿斯洛克反潛飛彈（RUR-5 ASROC）
  - RUM-139 阿斯洛克反潛飛彈（RUM-139 VL-ASROC）
  - UUM-44薩布洛克潛射反潛飛彈（UUM-44 SUBROC）：一種在1960至1980年代配置過，能攜帶小型戰術核子彈頭的水下發射反潛武器。
  - UUM-125海矛（UUM-125 Sea Lance）：一款在1980年代開發、原預計用來取代UUM-44與RUR-5的潛射反潛飛彈，但在1990年時終止開發。除了潛射的UUM-125外，美國海軍也曾規劃過水面發射的艦射型版本RUM-125。
- 瑞典/日本
  - M/50反潛飛彈
  - 07式垂直發射反潛火箭
- 韓國
  - 紅鯊反潛飛彈（朝鲜语：홍상어 (미사일)）：2009年開發。
- 印度
  - 智能反潛飛彈（SMART）

## 特點
反潜导弹最大的特點是魚雷先於艦艇（主要是驅逐艦、巡防艦和潛艇）上點燃助推火箭發射，由火箭空中飛行從而加快其速度，後再與魚雷分開，使魚雷自行飛行。當魚雷到達預定地點，便會打開降落傘並自動入水，找尋和攻擊目標。入水後，降落傘會因沖擊而自然分離。而魚雷則會開啟發動機推進，找尋目標。最後，反潜导弹便會與普通魚雷一樣，擊毀目標。
反潜导弹主要由火箭飛行器和自導魚雷組成。其優點是先由火箭助推，增加速度和避開了水的阻力。火箭助飞鱼雷具有传统鱼雷没有的优点——包括更遠的射程、飞行状态中不會被潜艇声纳探测、潜艇反制时间短，與可以大范围覆盖使用等。
火箭助飛魚雷的飛行速度最高為跨音速，射程於數公里到六十公里之內，能夠攻擊水下40至1000米深的目標。